# Einschießen (Kalibrierung)

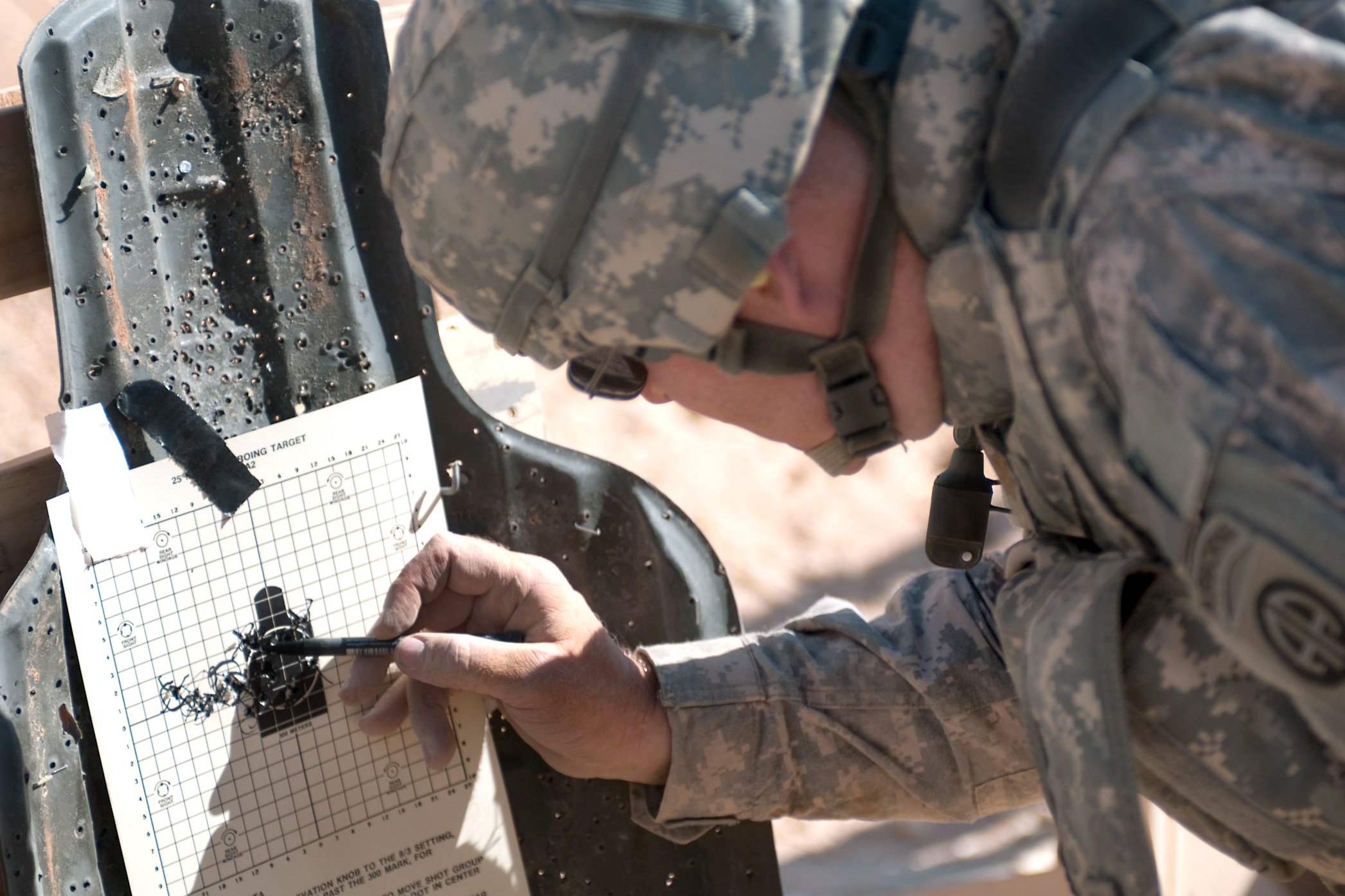
Auswerten des Trefferbildes

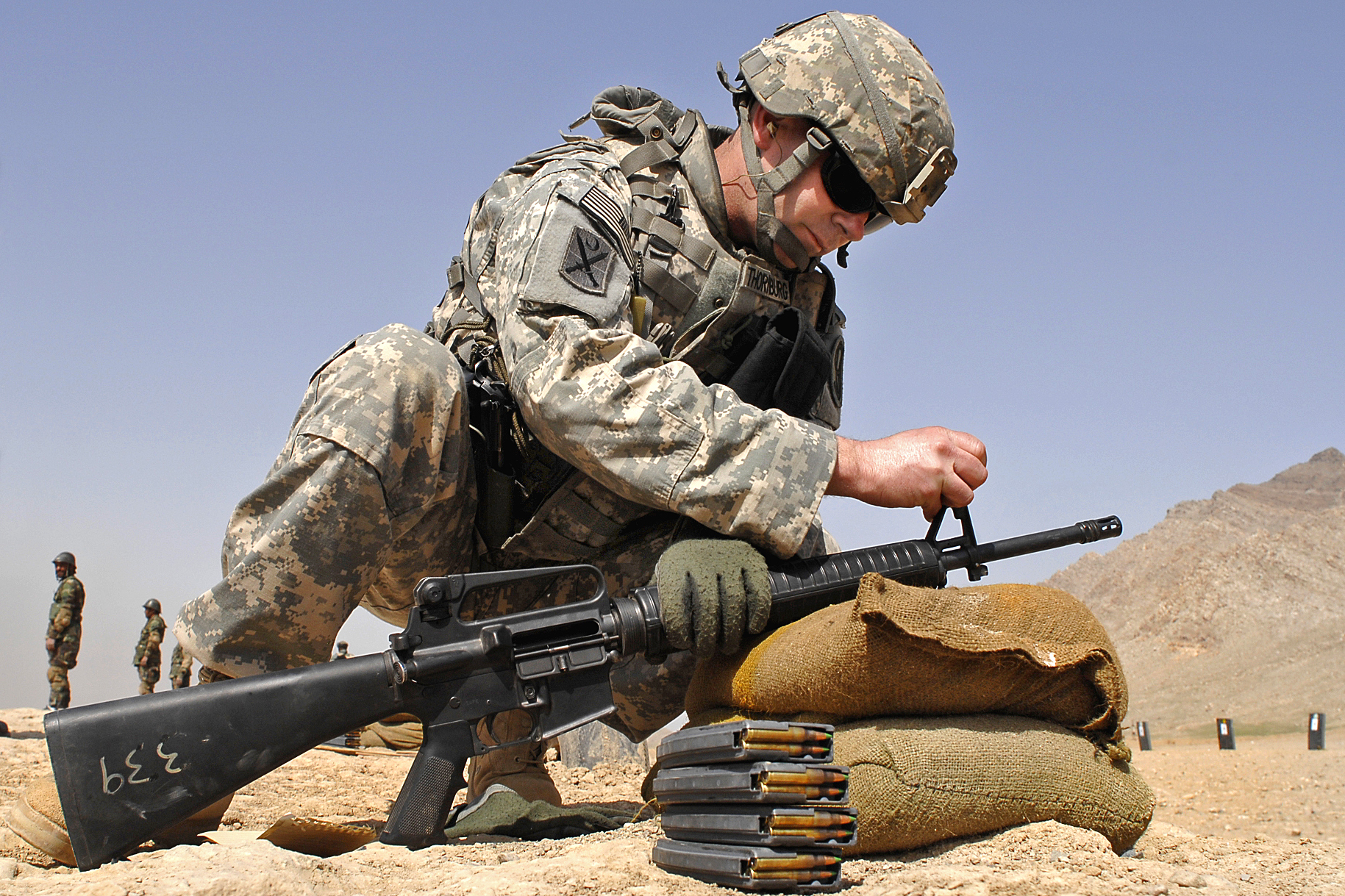
Korrekturen des Visiers

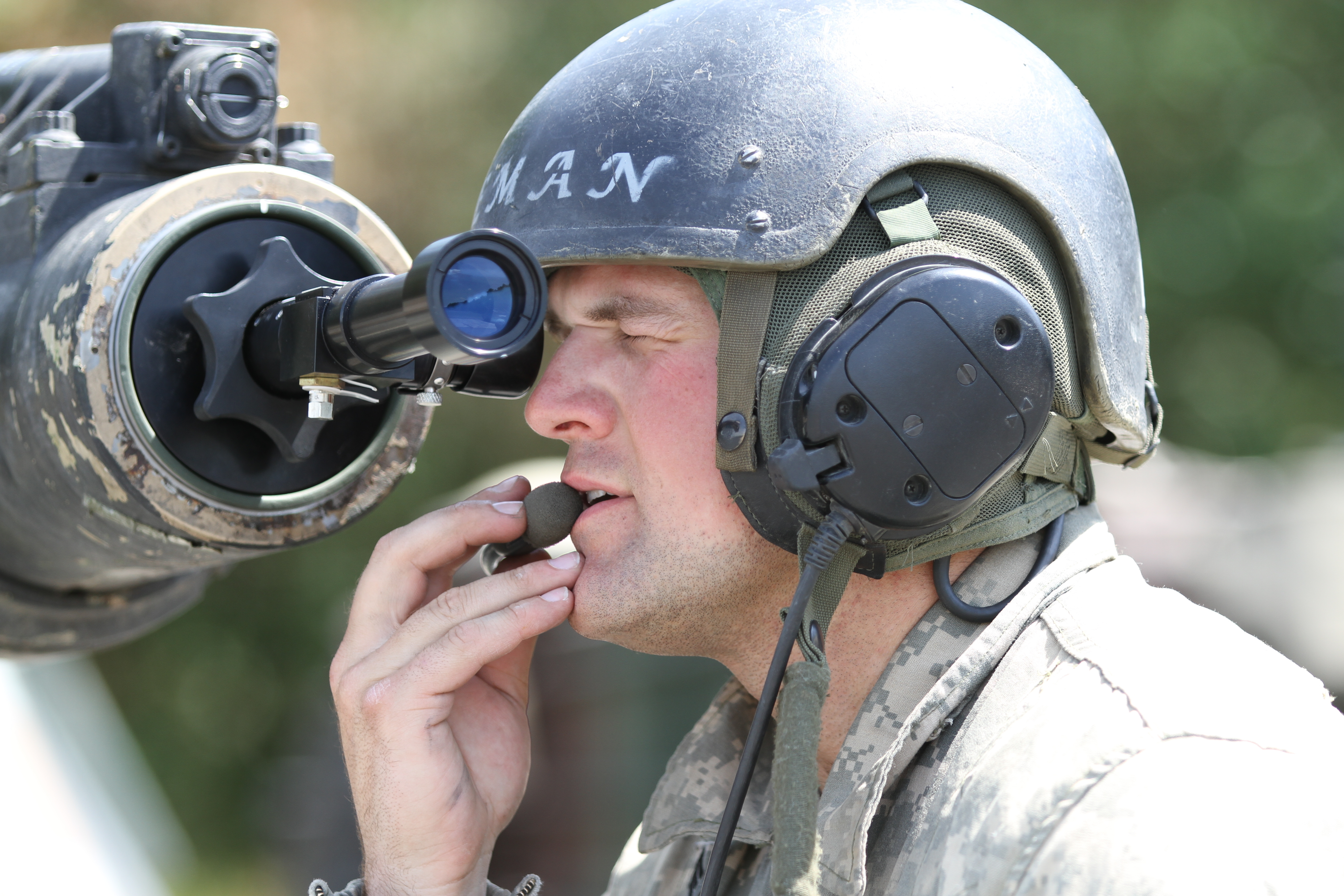
Kalibrierung einer Panzerkanone mittels Boresighter

Das Einschießen ist die Kalibrierung der Zielhilfen wie der offenen Visierung, des Zielfernrohrs oder des Reflexvisiers auf die Schusswaffe. Zusätzlich werden in die Kalibrierung weitere Faktoren wie verwandte Munition und das Auge des Schützen einbezogen. Ein Einschießen erfolgt nach der Montage von Zielhilfen oder nach Beschädigung oder Anstoßen von Zielhilfen an Gegenstände. Da die Treffpunktlage von Schütze zu Schütze sowie der Munition eines Herstellers von Herstellungslos zu Herstellungslos teilweise erheblich variieren kann, ebenso von Hersteller zu Hersteller, muss die Waffe auf den jeweiligen Schützen und das jeweilige Munitionslos eingeschossen werden.
Bei Handfeuerwaffen wird die Zielhilfe nach dem Trefferergebnis der ersten drei Schüsse so eingestellt, dass diese sich dem Zielmittelpunkt einer Anschussscheibe nähert – mit weiteren Schüssen werden dann weitere Korrekturen durchgeführt.
Bei einer (auf einem Zielbock oder einem Sandsack) aufgelegten Waffe kann mit weniger Munitionsaufwand – Schießposition sitzend aufgelegt – die Zielhilfe durch einen Helfer nach Ansage des Schützen so verstellt werden, dass diese und die ersten Schüsse deckungsgleich sind. Der Schütze muss dabei die Waffe unverändert auf den Punkt des ersten Abkommens halten. Mit dem nächsten Schuss, der auf den Zielmittelpunkt abgegeben wird, ist die Waffe zumeist bereits eingeschossen.
Zu Problemen kann es kommen, wenn an der Zielhilfe der Waffe oder deren Montage technische Mängel vorliegen, die im ersten Augenblick nicht erkannt werden. Kommt es zu unvorhergesehenen Trefferlagen, ist meist ein technisches Problem wie eine beschädigte Zielhilfe zu vermuten, selten Fehlschüsse des Anschussschützen.
Die Handfeuerwaffe, die Munition, die Auflage und der Schütze sind als Gesamtsystem anzusehen. Das bedeutet: Nur der Schütze einer Waffe kann diese für sich einschießen. Der Lauf der Waffe darf nicht auf- oder anliegen (damit er frei schwingen kann). Ein Gewehr soll „von der Schulter“, eine Pistole/ein Revolver „aus den Händen“ geschossen werden. Einspannvorrichtungen und Laserprüfhilfen können den Schützen und dessen Auge (oder Augen bei einem Reflexvisier) nicht nachbilden. Idealerweise liegen für ein „weiches“ Aufliegen beim Gewehr der Vorderschaft und das Ende des Hinterschaftes auf einem Sandsack, bei Pistole oder Revolver die Unterseite des Griffstücks und die Unterseite des Griffs; der Anschlag ist derjenige, der bei Gebrauch üblicherweise angewendet wird.
Zur groben Einstellung der Zielhilfe vor dem Einschießen kann man einen Boresighter verwenden. So lassen sich viele Probeschüsse einsparen. Das traditionelle Vorgehen ohne einen Boresighter ist es, durch den Lauf zu schauen, dabei ein Ziel anzuvisieren und danach das gleiche Ziel mit der Zielhilfe anzuvisieren. Dieses Vorgehen ist vor allem für Kipplaufwaffen geeignet; für viele anderen Waffentypen ist es jedoch aufwändig, da dafür erst der Verschluss entfernt werden muss.
Der Begriff wird auch für ein Verfahren des indirekten Schießens, insbesondere der Artillerie, verwendet, wenn keine Grundlagen für ein genaues Rechenverfahren vorhanden sind. Das Einschießen kann entweder unmittelbar auf das Ziel oder auf einen Einschießpunkt erfolgen; siehe Einschießen (indirektes Feuer).